# Organização Educacional Farias Brito
A Organização Educacional Farias Brito é uma instituição de ensino fundada em 1935, em Fortaleza, Ceará. A instituição oferece educação desde o berçário até o ensino médio, além de cursos preparatórios para vestibulares. O Farias Brito ganhou destaque nacional pelos índices de aprovação em processos seletivos de instituições como o Instituto Tecnológico de Aeronáutica (ITA) e o Instituto Militar de Engenharia (IME).
Em 2013, a instituição registrou o maior número de aprovações no ITA pelo terceiro ano consecutivo. Em 2014, foram contabilizados 17 aprovados no exame de admissão da instituição. No Exame Nacional do Ensino Médio (ENEM), em 2015, obteve a segunda maior média em provas objetivas no país. Entre 2016 e 2023, manteve-se por oito anos consecutivos na primeira posição nacional. Até 2024, foram registradas 2.092 aprovações no ITA e no IME.
O estado do Ceará se destaca no cenário educacional brasileiro e, em 2023, obteve a melhor colocação no Índice de Oportunidades da Educação Brasileira (Ioeb), ao lado do estado de São Paulo, com nota 5,5. Além disso, 31 municípios cearenses ficaram entre os 50 melhores do país, segundo o indicador. O desempenho de instituições públicas e privadas, incluindo o Farias Brito, contribuiu para esse resultado. Esse histórico acadêmico foi um dos fatores que motivaram a implantação de um campus do ITA em Fortaleza.
A atuação do Farias Brito também inclui a preparação de estudantes para instituições internacionais. Alunos da instituição foram aprovados em universidades como Harvard, Stanford, University of Chicago e Massachusetts Institute of Technology (MIT).
Em 2023, o Farias Brito foi apontado como a escola mais lembrada pelos cearenses, vencendo pela 15ª vez consecutiva na categoria “Colégio” do Anuário Datafolha Top of Mind, divulgado no Anuário do Ceará. A liderança foi mantida na edição de 2024-2025.
O diretor-presidente da instituição é o professor Tales de Sá Cavalcante, engenheiro civil formado pela Universidade Federal do Ceará. Ele atua como coordenador regional do Programa de Escolas Associadas da UNESCO (PEA-UNESCO) e é reitor do Centro Universitário Farias Brito. Além disso, integra diversas academias, incluindo a Academia Cearense de Letras, da qual é presidente, e a Academia Cearense de Engenharia, onde é membro honorário fundador. A administração da Organização Educacional Farias Brito também conta com a participação de Hilda Sá Cavalcante Prisco e Dayse de Sá Cavalcante Tavares, totalizando mais de 1.500 colaboradores, entre técnicos e professores.

## Sedes
A Organização Educacional Farias Brito possui unidades no estado do Ceará, localizadas nos municípios de Fortaleza, Eusébio, Sobral e na região do Cariri. As unidades oferecem ensino desde o berçário até o pré-vestibular, com variações conforme a localização.
```
FB Aldeota – Berçário ao pré-vestibular. Localizada na Rua 8 de Setembro, 1330, bairro Aldeota, Fortaleza/CE.
```

```
FB Central – Berçário ao pré-vestibular. Localizada na Rua Senador Pompeu, 2607, bairro Centro, Fortaleza/CE.
```

```
FB Sul – Berçário ao pré-vestibular. Localizada na Rua Salvador Correia de Sá, 1111, bairro Sapiranga, Fortaleza/CE.
```

```
FB Eusébio – Berçário ao Ensino Fundamental (até o 6º ano). Localizada na Avenida Farias Brito, 7, bairro Amador, Eusébio/CE.
```

```
FB Sobralense – Berçário ao pré-vestibular. Localizada na Rua Dr. Figueiredo, 416, bairro Centro, Sobral/CE.
```

```
Ensino Superior
A instituição também mantém um centro de ensino superior, o FB Uni, que oferece cursos de graduação presencial e a distância (EAD), além de programas de pós-graduação. O FB Uni conta com dois campi em Fortaleza:
```

```
FB Uni Campus Aldeota – Localizado na Rua Castro Monte, 1364, bairro Varjota, Fortaleza/CE.
```

```
FB Uni Campus Central – Localizado na Rua Senador Pompeu, 2607, bairro Centro, Fortaleza/CE.
```

## História
A Organização Educacional Farias Brito iniciou suas atividades em 1935, com o nome de Ginásio Farias Brito, fundado pelo professor Adualdo Batista. O educador Ari de Sá Cavalcante deu continuidade em sua administração como professor e diretor entre 1941 e 1967 (data em que faleceu). A sua esposa, Prof.ª Hildete de Sá Cavalcante, bem como seus filhos, entre eles, Tales de Sá Cavalcante, deram continuidade à administração.
Atualmente, são 20 unidades educacionais, divididas em 6 núcleos de Ensino Básico, sediadas em Fortaleza, no Eusébio, em Sobral e no Cariri, e em 2 campi de Ensino Superior em Fortaleza, onde funcionam as unidades do Centro Universitário Farias Brito (FB Uni). A Organização atua também no Ensino a Distância (EAD), por meio do FB Online e do FB Uni Online.
O suporte do Farias Brito às famílias começa antes mesmo do nascimento. Gestantes recebem atendimento e orientação no Centro Materno-Infantil FB Baby Plus e o público na maturidade conta com o FB Sênior e o Projeto Viva, projetos voltados para o conhecimento e a qualidade de vida.
Esse alcance se estende por todo o país por meio do Sistema Farias Brito de Ensino, o SFB, uma parceria com o Grupo Santillana, adotado em mais de 400 escolas de todo o Brasil.

## Controvérsias

### #ExposedFortal
Em 24 de junho de 2020, o movimento #ExposedFortal, levantado por meio de hashtag no microblog Twitter, revelou denúncias de assédios, físicos e verbais, que teriam sido cometidos por professores de escolas públicas e particulares de Fortaleza. As denúncias (de ex-alunas, de ex-alunos e de estudantes) surgiram após movimentações de meninas na rede social para relatar constrangimentos após casos de divulgação de fotos íntimas em grupos de Whatsapp contendo jovens, fato dissociado aos relatos dos colégios. Durante a semana, o movimento escalonou e passou a trazer denúncias contra docentes das escolas. Alunas, e em minoria alunos, afirmaram receber comentários maliciosos sobre seus corpos, toques e olhares intimidadores dos profissionais. Desde de que a hashtag foi levantada no Twitter, o movimento vem sendo acompanhado pela Polícia Civil do Estado, que investiga todas as denúncias relatadas. Em notas separadas, os colégios repudiaram os fatos e anunciaram o apuramento interno das denúncias além do desligamento dos profissionais envolvidos.

### Denúncia de homofobia
Em 2013 o procurador de Justiça do Ministério Público do Ceará, José Valdo Silva, recebeu a denúncia da Associação Brasileira de Lésbicas, Gays, Bissexuais, Travestis e Transexuais (ABGLT) sobre um conteúdo considerado homofóbico em uma apostila adotada no 3° ano do Ensino Médio da Colégio Farias Brito. De acordo com o secretário de Educação da ABGLT, Toni Reis, a organização recebeu por e-mail uma denúncia de um aluno do 3° ano da instituição de Fortaleza com uma imagem em anexo de uma página da disciplina de Física do livro didático. Em uma lição sobre prótons e elétrons, as figuras utilizadas para ilustrar repulsão e atração são bonecos do sexo masculino e feminino. Os desenhos com duas meninas e com dois meninos ilustram exemplos de repulsão. Para representar a atração, o desenho é de um menino e de uma menina. Para o diretor da escola, Tales de Sá Cavalcante, o conteúdo do material didático não é homofóbico e a denúncia pode ter partido da “concorrência desleal”.

### Propaganda enganosa
Em 31 de Janeiro de 2018 o Ministério Público do Estado do Ceará (MPCE), por meio do Programa Estadual de Proteção e Defesa do Consumidor (DECON), multou a instituição de ensino Farias Brito por publicidade enganosa, ao utilizar o resultado de um pequeno grupo de estudantes de alto desempenho na prova do Enem 2014 com fins comerciais. Para a instituição, foi aplicada multa de 26.666 Unidades Fiscais de Referência do Ceará (Ufirce), cujo valor atual é de R$ 3,93123, o que corresponde ao valor de R$ 104.830,17.
A sanção decorre de procedimento administrativo instaurado pela Secretaria Executiva do DECON para apurar eventual infração às relações de consumo por parte das escolas Farias Brito, pela publicação, na mídia local, de propagandas ofertando seus serviços, utilizando como apelo publicitário o resultado publicado pelo Instituto Nacional de Estudos e Pesquisas Educacionais Anísio Teixeira (INEP) sobre o desempenho das instituições de ensino cearenses no Exame Nacional do Ensino Médio (ENEM) 2014.
“Foi verificado que algumas instituições possuem mais de um cadastro junto ao INEP, o que pode ocasionar distorção no resultado real de desempenho das instituições, resultando na indução em erro dos consumidores, os quais são conduzidos a acreditar que uma ou outra instituição está em melhor colocação, sendo que é apenas um dos núcleos da instituição de ensino cadastrado no INEP, enquanto que os demais estão em colocações bem inferiores no ranking geral”, conta na decisão administrativa.
Na apuração do DECON, foi verificado que a escola Farias Brito utilizou de uma publicidade enganosa, na medida em que, ao divulgar a pontuação de um único cadastro no Enem 2014, no qual participou um pequeno grupo de alunos de alto desempenho, induz em erro o consumidor, que pensa tratar-se da instituição de ensino como um todo. O colégio possui, cinco cadastros no INEP. Eles foram notificados da decisão administrativa e têm o prazo de 10 dias para apresentar recurso à Junta Recursal do DECON (JURDECON).